# اسگر آبو

اسگر آبو

اسگر هارتویگ آبو (به دانمارکی: Asger Hartvig Aaboe)(زاده ۲۶ آوریل ۱۹۲۲ در کپنهاگ – درگذشته ۱۹ ژانویه ۲۰۰۷ در نورت هاون کنتیکت) تاریخ نگار ریاضی اهل دانمارک بود.

## زندگینامه
پدرش یک نظامی بود و او تحصیلات مقدماتی را در کپنهاگ پی گرفت و در سال ۱۹۴۰ وارد دانشگاه کپنهاگ شد. در همان سال ارتش آلمان وارد دانمارک شده بود و آبو در چنین شرایطی به تحصیل ریاضیات نجوم و فیزیک در دانشگاه پرداخت. در سال ۱۹۴۷ با درجه فوق لیسانس و تزی درباره تعیین مساحت و حجم از دوران باستان تاکنون به ویژه در آثار ارشمیدس از دانشگاه دانش آموخته شد. سپس در سال ۱۹۴۸ به دانشگاه واشینگتن رفت ولی همان سال به دانمارک بازگشت و آغاز به تدریس در دانشگاه نمود. سال ۱۹۵۲ دوباره به امریکا رفت چرا که شغلی در دانشگاه تافتس به او پیشنهاد شده بود. آبو در ضمن تدریس در تافتس همچنان به تاریخ ریاضی دلبسته بود و مقاله‌ای به نام «روش تکرار کاشانی برای به دست آوردن مقدار sin۱» درباره روش ریاضیدان ایرانی غیاث‌الدین جمشید کاشانی در «رساله وتر و جیب» نوشت که یکی از مراجع پژوهش درباره روش کاشانی شد. سپس تصمیم گرفت ضمن کار در دانشگاه تافتس به عنوان دانشجوی دکترای تاریخ ریاضی در دانشگاه براون ثبت نام کند و به این ترتیب تنها دانشجوی دکترای تاریخ ریاضی در ان زمان در دانشگاه براون شد. دلیل انتخاب دانشگاه براون این بود که در آن زمان اتو نویگباوئر تاریخدان بزرگ ریاضیات در ان دانشگاه حضور داشت و آبو توانست فرصت شاگردی او را به دست بیاورد. سرانجام در سال ۱۹۵۷ آبو تز دکترایش با نام «نظریه‌های فلکی در بابل» به پایان رساند. آبو کار بر روی ریاضیات بابل را به همراه آبراهام ساکس ادامه داد. سپس در سال ۱۹۶۲ به استادیاری دانشگاه‌های ییل و تافتس و در سال ۱۹۶۷ به استاد تمامی در هر دو این دانشگاه‌ها رسید.همچنین به مقام استادی در بخش زبانها و ادبیات خاور نزدیک در دانشگاه ییل که تا سال بازنشستگیش در ۱۹۹۲ در آن ماند رسید. در سال ۱۹۶۴ کتابش با نام «بخش‌هایی از تاریخ آغازین ریاضیات» را به چاپ رساند که مورد توجه جامعه ریاضیات قرار گرفت. پس از بازنشستگی همچنان به کار پژوهش میپرداخت و در سال ۲۰۰۱ کتابی با نام «بخش‌هایی از تاریخ آغازین ستاره‌شناسی » به چاپ رساند که درباره نظریه‌های فلکی از بابل تا کپلر بحث مینمود. سرانجام در ژانویه ۲۰۰۷ در پی بیماری در خانه‌اش درگذشت.